# Mandana Alavi Kia
Mandana Alavi Kia (persisch ماندانا علوی کیا anhörenⓘ; * 12. Dezember 1962 in Teheran) ist eine iranisch-deutsche Performancekünstlerin.

## Leben
Mandana Alavi Kia wurde 1962 in Teheran als Tochter einer deutschen Mutter und eines persischen Vaters geboren. Ihre persische Familie stammt vom bekannten Sufimeister Mir Seyd Ali Alavi, dem Schah von Hamadan, ab. Seit dem fünften Lebensjahr beschäftigt sie sich mit persischem Volkstanz, Ballett, Gesang und Malerei.
Ihre Ausbildung umfasst verschiedenste Tanz- und Gesangsstile, z. B. Indischer und Afrikanischer Tanz, Modern Dance, Ausdruckstanz etc. An der Musikhochschule in Wien erfuhr sie eine Gesangsausbildung bei Christa Schwertsik, Jazz bei Leila Muhs in München und Gesangstechnik bei Romeo Alavi Kia.
Außerdem wirkte sie bei dem Buch: „Stimme - Spiegel meines Selbst“ von Romeo Alavi Kia mit und war Co-Autorin des Buches „Erfan - Vom Gesang der Planeten (Sufigeschichten aus Persien)“ von Nariman Hodjaty. Seit zehn Jahren tritt sie als Performancekünstlerin in verschiedenen Formationen auf (Reform Art Unit, Gustl Trabitsch, Akemi Takeya, Pia Palme, Monika Stadler, ensemble 9 unter der Leitung von Yuki Morimoto, Nariman Hodjaty, Phone 3 Phone, Edith Lettner, Babadustov & Ensemble, Details).

## Diskografie
- 1989: Maqam (Romeo Alavi Kia)
- 2000: Zarwan (Musik von Nariman Hodjaty)
- 2001: Tabou (Franca Wechsler & Mandana Alavi Kia)
- 2001: Haft Peykar (Musik von Setare)
- 2001: Mushame
- 2002: Erfan – Vom Gesang der Planeten (Nariman Hodjaty und Mandana Alavi Kia)
- 2007: amiezeh volume one (shamanda: Mandana Alavi Kia, Bernie Rothauer & Nariman Hodjaty)